# 베이커가 221B

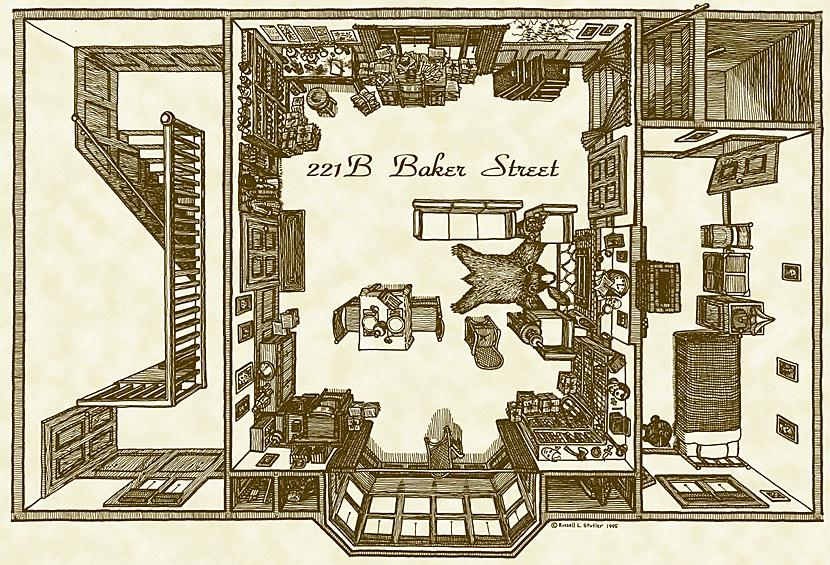
베이커 가 221B의 평면도

베이커 가 221B(영어: 221B Baker Street)는 영국의 소설가 아서 코넌 도일의 《셜록 홈즈 시리즈》에서 주인공인 사립 자문 탐정 셜록 홈즈가 살았던 하숙집 주소이다. 홈즈는 1880년대 초반부터 은퇴하는 1903년까지 허드슨 부인이 경영하는 이 하숙집에서 보냈다. 홈즈의 친구 전기 작가 존 H. 왓슨 의사가 독신 시대에 공동 생활을 하고 있던 곳이기도 하다.

## 같이 보기
- 셜록 홈즈